# Pangrapta pexifera
Pangrapta pexifera là một loài bướm đêm trong họ Erebidae.